# Kapsantitshokka
Kapsantitshokka är en kulle i Finland. Den ligger i Utsjoki kommun i landskapet Lappland, i den norra delen av landet, 1 000 km norr om huvudstaden Helsingfors. Toppen på Kapsantitshokka är 290 meter över havet.
Terrängen runt Kapsantitshokka är huvudsakligen platt.  Trakten runt Kapsantitshokka är nära nog obefolkad, med mindre än två invånare per kvadratkilometer. Det finns inga samhällen i närheten. Omgivningarna runt Kapsantitshokka är i huvudsak ett öppet busklandskap.